# Academia de Ciencias de Gotinga
La Academia de Ciencias de Gotinga (en alemán: Akademie der Wissenschaften zu Göttingen) es la segunda academia de ciencias más antigua de Alemania (de un total de siete). Su tarea principal es el promover la investigación, ya sea con recursos propios o en colaboración con académicos dentro y fuera de Alemania. La academia tiene su sede en la ciudad de Gotinga.

## Historia
La  Königliche Gesellschaft der Wissenschaften (Real Sociedad de Ciencias) fue fundada en 1751 por el Rey Jorge II de Gran Bretaña, quien era también un príncipe-elector del Sacro Imperio Romano Germánico y duque de Brunswick-Lüneburg (el estado alemán en el que Göttingen se encontraba).
El primer presidente de la academia fue el historiador y poeta suizo Albrecht von Haller. El nombre de la academia cambió en 1939 al actual Akademie der Wissenschaften zu Göttingen. Entre las sociedades científicas localizadas en Alemania, la academia de Göttingen es la segunda más antigua, honor que le corresponde a la Academia Alemana de Ciencias Leopoldina fundada en 1652.

## Organización
La academia tiene como tarea el impulsar la investigación académica por sus propios medios y en colaboración con investigadores e instituciones de dentro y fuera de Alemania. Los miembros de la academia están divididos en dos clases, la clase Matemática-Física y la clase Filológica-Histórica. Cada una de las clases puede tener un máximo de 40 miembros plenos y 100 miembros correspondientes, elegidos del resto de Alemania y fuera de ella.
El journa de revisión y literatura Göttingische Gelehrte Anzeigen ha sido publicado por la academia desde 1753 y es el journal académico aún publicado más antiguo en lengua alemana. La academia de Göttingen pertenece a la Unión de Academias Alemanas de Ciencias y Humanidades.
El actual presidente de la Academia Göttingen es el químico Herbert W. Roesky. Los vicepresidentes son el historiador Gustav Adolf Lehmann y el neurobiólogo Norbert Elsner.

## Premios
La Academia de Göttingen entrega los siguientes premios:
- Premio de la Academia por Biología (Akademie-Preis für Biologie)
- Premio de la Academia por Química (Akademie-Preis für Chemie)
- Premio de la Academia por Física (Akademie-Preis für Physik)
- Medalla de los Hermanos Grimm (Brüder-Grimm-Medaille)
- Premio Dannie Heineman (Dannie-Heineman-Preis)
- Premio Hans Janssen (Hans-Janssen-Preis)
- Premio Hanns Lilje (Hanns-Lilje-Preis)
- Medalla Lichtenberg (Lichtenberg-Medaille)
- Premio Sartorius(Sartorius-Preis)
- Premio Wallstein (Wallstein-Preis)
- Premio Wedekind (Wedekind-Preis), el Premio de la Academia por Historia.

## Literatura
- Karl Arndt: Göttinger Gelehrte. Die Akademie der Wissenschaften zu Göttingen in Bildnissen und Würdigungen 1751–2000. 2 Bände. Wallstein, Göttingen 2001, ISBN 3-89244-485-4.
- Holger Krahnke: Die Mitglieder der Akademie der Wissenschaften zu Göttingen 1751–2001. Vandenhoeck & Ruprecht, Göttingen 2001, ISBN 3-525-82516-1 (Abhandlungen der Akademie der Wissenschaften zu Göttingen, Philologisch-Historische Klasse, 3. Folge, Bd. 246/Mathematisch-Physikalische Klasse, 3. Folge, Bd. 50).
- Achim Link: Die Veröffentlichungen der Akademie der Wissenschaften zu Göttingen 1751–2001. Bibliographie mit Schlagwort-Katalog. Vandenhoeck & Ruprecht, Göttingen 2001, ISBN 3-525-82518-8 (Abhandlungen der Akademie der Wissenschaften zu Göttingen, Philologisch-Historische Klasse, 3. Folge, Bd. 245/Mathematisch-Physikalische Klasse, 3. Folge, Bd. 49).
- Rudolf Smend, Hans-Heinrich Voigt (Hrsg.): Die Wissenschaften in der Akademie. Vorträge beim Jubiläumskolloquium der Akademie der Wissenschaften zu Göttingen im Juni 2000. Vandenhoeck & Ruprecht, Göttingen 2002, ISBN 3-525-82519-6 (Abhandlungen der Akademie der Wissenschaften zu Göttingen, Philologisch-Historische Klasse, 3. Folge, Bd. 247/Mathematisch-Physikalische Klasse, 3. Folge, Bd. 51).
- Rudolf Smend (Hrsg.): Wissenschaft entsteht im Gespräch. 250 Jahre Akademie der Wissenschaften zu Göttingen. Wallstein, Göttingen 2002, ISBN 3-89244-624-5.